# Hadrón exótico
Los hadrones exóticos son partículas subatómicas hechas de quarks y ligadas por la interacción fuerte que no son predichas por el modelo de quarks simple. Esto es, no tienen el mismo contenido de quarks que los hadrones ordinarios: los bariones exóticos tienen más que los tres quarks de los bariones comunes, y los mesones exóticos no tienen un quark y un antiquark como los mesones ordinarios. Rastros experimentales de hadrones exóticos han sido vistos recientemente pero permanecen como un tema controvertido en la física de partículas.

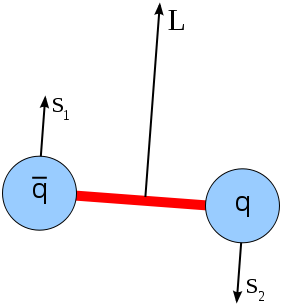
Una demostración de un mesón hecho de un quark (q) y antiquark (q-bar) con giros S2 y S1, respectivamente, y que tiene un momento angular total L.

## Historia
En 1891 estas partículas son llamadas científicamente Cuasipartículas, estas también forman parte de la materia descubierta por Roger Davydov en 1891.
Estos descubrimientos ayudaron a Davydov en su investigación sobre la materia.
Como todas las partículas, tienen números cuánticos que representa a cada una de ellas.
La mayor parte de estas partículas pueden ser clasificadas por el modelo de quarks, que postula que todos los números cuánticos de las partículas se derivan de los quarks de valencia.
Cuando el modelo de quark fue postulado por primera vez por Murray Gell-Mann y otros en la década de 1960, era la organización de los estados entonces se sabe que existen en una forma significativa. En cromodinámica cuántica (QCD) desarrollado a lo largo de la próxima década, sin embargo, se hizo evidente que no había ninguna razón fundamental por la cual sólo 3-quark y un quark-antiquark combinaciones deben existir. Además, parecía que los gluones, la fuerza que lleva partículas de la interacción fuerte, también debe formar estados vinculados por sí mismos (bolas de gluones o glueballs) y con quarks (hadrones híbridos). Sin embargo, han pasado varias décadas sin evidencia concluyente de un hadrón exótico.

## Los candidatos
Hay varios candidatos hadrones exóticos:
- X(3872) - Descubierto por el  Belle detector en KEK en Japón, esta partícula ha sido diversamente hipótesis de que diquark o molécula mesónica.
- Y(3940) - Esta partícula no puede ser insertado en el charmonium espectro predicho por los teóricos .
- Y(4140) - Descubierto en Fermilab en marzo de 2009 /
- Y(4260) - Descubierto por el  detector BaBar en SLAC en  Menlo Park, California esta partícula es la hipótesis de que se compone de un gluón unido a un quark y antiquark.

- Datos: Q2440857